# Kongelig historiograf
Kongelig historiograf var en stilling, som en række danske historikere fra Niels Krag til C.F. Wegener besad. Embedet blev oprindelig oprettet for at få produceret en fremstilling af Danmarks historie på latin med udenlandske diplomater, politikere og intellektuelle som målgruppe. Stillingen må ikke forveksles med kongelig ordenshistoriograf, der stadig eksisterer.
Både Hans Svaning og Anders Sørensen Vedel er til tider i eftertiden omtalt som kongelig historiografer, men selvom de var en slags halvofficielle historieskrivere var de ikke kongelige historiografer. En sådan blev først udnævnt i sommeren 1594, nemlig Niels Krag.
Kongelige historiografer med embedsperioder (listen er næppe komplet):
- Niels Krag: 1594-1602
- Jon Jakobsen Venusinus: 1602-1608 (embedet stod herefter ubesat i en årrække)
- Claus Christoffersen Lyschander:1616-1623/1624
- Johannes Pontanus: 1618-1639
- Johannes Meursius: 1624-1639
- Stephen Hansen Stephanius: 1639-1650
- Vitus Bering: 1650-1675
- Ivar Nielsen Hertzholm: noget usikker og tidspunktet ukendt. Kaldes kongelig historiograf i Dansk biografisk leksikon i 1. udgave, men i 3. udgave nævnes det ikke i artiklen om ham. Salmonsens konversationsleksikon 2. udgave kalder ham også kongelig historiograf uden at præcisere nærmere.
- Willum Worm: 1679-1704
- Christoff Heinrich Amthor: 1714-1721
- Andreas Hojer: 1722-1730
- Hans Gram: 1730-1748
- Peter Friderich Suhm: 1787-1798
- Ove Malling: 1809-1829
- C.F. Wegener: 1847-1883